# 臼井将人
臼井 将人（うすい まさと、1971年〈昭和46年〉9月29日 - ）は、神奈川県出身の日本の外交官。
在インドネシア大使館公使などを経て、2023年8月から在中華人民共和国大使館公使を務める。

## 略歴
- 1994年3月　東京大学法学部第三類卒業
- 1994年4月　外務省入省
- 2010年8月　在中華人民共和国日本国大使館 一等書記官
- 2011年1月　在中華人民共和国日本国大使館 参事官
- 2013年7月　国際連合日本政府代表部 参事官
- 2015年7月　総合外交政策局軍縮不拡散・科学部不拡散・科学原子力課国際原子力協力室長
- 2016年10月　総合外交政策局国連企画調整課長
- 2017年10月　内閣官房副長官補付 内閣参事官
- 2019年7月　外務省国際協力局政策課長
- 2021年8月　在インドネシア日本国大使館 公使
- 2023年8月　在中華人民共和国日本国大使館 公使

## 同期
- 宮本新吾（22年北米局参事官）
- 室田幸靖（国家安全保障局審議官）